# 烏克蘭國家銀行大樓

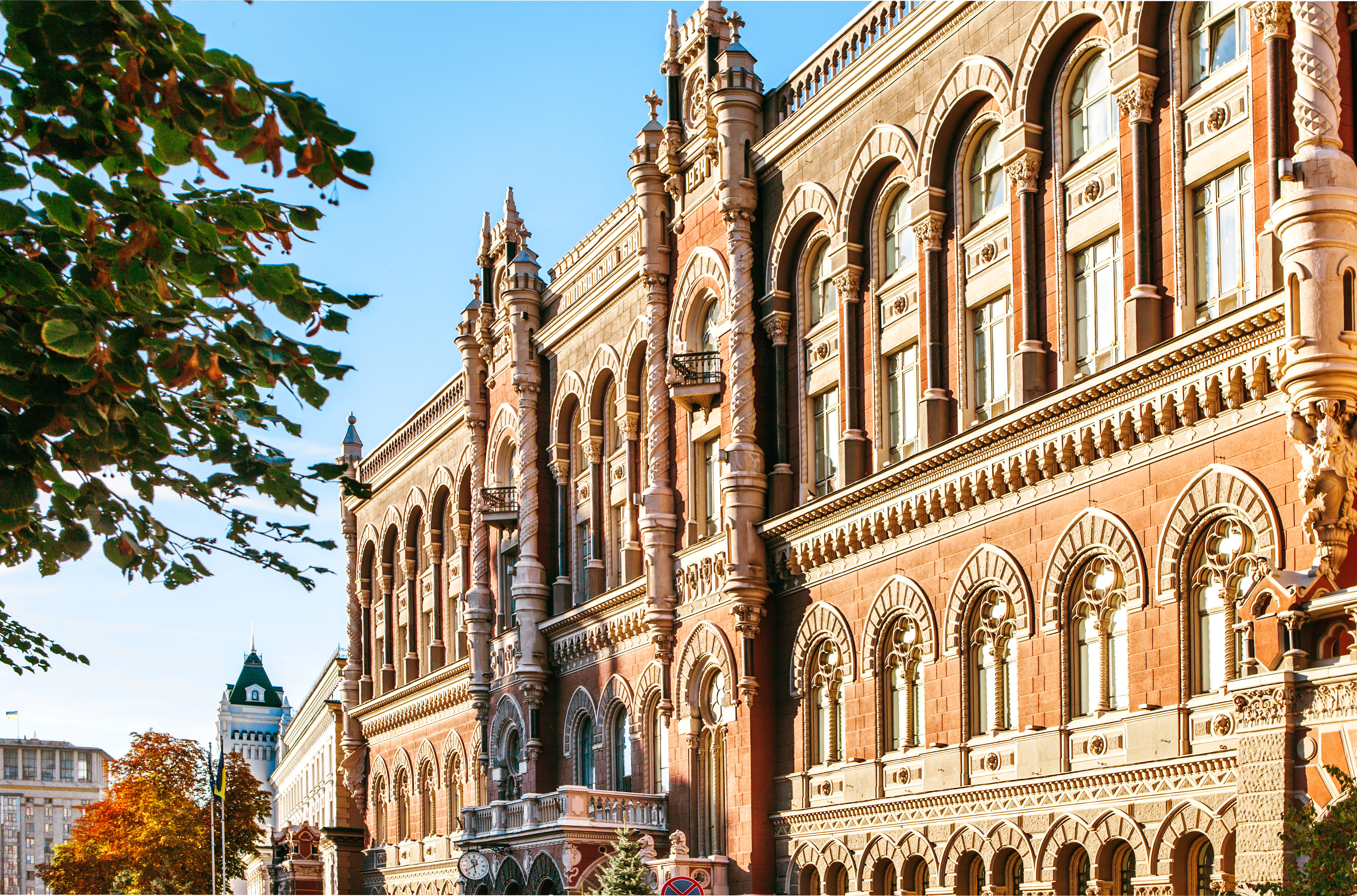
烏克蘭國家銀行大樓

50°26′49″N 30°31′55″E / 50.44694°N 30.53194°E
烏克蘭國家銀行大樓（烏克蘭語：Національний банк України）位於烏克蘭首都基輔市中心，是烏克蘭國家銀行的辦公地點。這座建築始建於1900年，外觀效仿了義大利文藝復興時期的宮殿建築 。大樓竣工於1905年8月1日。